# Gnaeus Egnatius
Gnaeus Egnatius (2e eeuw v.Chr.) was een Romeins senator, die onder meer zijn naam verleende aan de Via Egnatia.

## Biografie
Gnaeus Egnatius, zoon van Gaius Egnatius, was een plebejer en behoorde tot de tribus Stellatina. Als lid van de Senaat kwam hij voor het eerst in het voetlicht van de geschiedenis rond het jaar 149 v.Chr., toen hij optrad als oudste getuige bij een Senatus consultum dat naar Corcyra werd gezonden.
Hij werd nog vóór 146 v.Chr. tot praetor verkozen, en kreeg na afloop van zijn ambtstermijn de opdracht de pas opgerichte provincie Macedonia als proconsul te gaan besturen, ter vervanging van Quintus Caecilius Metellus Macedonicus, die pas het  koninkrijk Macedonië aan het Romeins gezag had onderworpen.

Gedurende zijn ambtsperiode als gouverneur van Macedonië begon hij in 146 met de aanleg van de Via Egnatia, die naar hem werd genoemd en in 120 v.Chr. was voltooid. De weg vertrok aan de Adriatische Zee, doorkruiste het Pindosgebergte in oostelijke richting, liep verder door naar Centraal-Macedonië en eindigde in Thessalonica.

Verder is er niets geweten over zijn bewind in Macedonië, en evenmin over de rest van zijn loopbaan.